# Macrocybe
Macrocybe là một chi nấm thuộc họ Tricholomataceae. Chi này chứa 7 loài, phân bố rộng rãi ở vùng nhiệt đới.